# Speight's
Speight's est une brasserie de bière installée à Dunedin en Nouvelle-Zélande. Elle produit différents types de bières. La marque est très répandue dans l'Île du Sud.